# ألف شفق
أَلِفْ شَفَقْ (بالتركية: Elif Şafak) (يُلفظ بالتركية المعاصرة: أَلِف شافاك) (مواليد 25 أكتوبر 1971 في ستراسبورغ في شرق فرنسا)؛ هي روائية تركية تكتب باللغتين التركية والإنجليزية، وقد ترجمت أعمالها إلى ما يزيد على ثلاثين لغة. اشتهرت بتأليفها رواية قواعد العشق الأربعون سنة 2010.

## نشأتها وحياتها
ولدت ألف بيلغين، في 25 أكتوبر 1971، في ستراسبورغ لوالدين هما، الفيلسوف، نوري بيلغين، وشفق أتيمان التي أصبحت دبلوماسية، فيما بعد. انفصل والدها عندما كان عمرها عامًا واحدًا فربتها أمها. وتقول الكاتبة إن نشأتها في عائلة لا تحكمها القوانين الذكورية التقليدية كان له كبير الأثر على كتابتها. وتستخدم الكاتبة اسمها الأول واسم أمها كاسم أدبي توقع به أعمالها.
أمضت طفولتها وصباها متنقلة بين مدريد وعمان وكولونيا قبل أن تعود إلى تركيا، وهاجرت إلى الولايات المتحدة لتواصل دراستها أولًا، ثم بعد ذلك لتشغل منصب أستاذة محاضرة في مادة الدراسات والأجناس في جامعة أريزونا.
تزوجت سنة 2005 من الصحافي التركي أيوب خان وأنجبت منه طفلين. أسمت ابنتها زيلدا على اسم زيلدا فيتزجرالد، وأسمت ابنها على اسم الزاهر، بطل إحدى قصص بورخيس.

## دراستها
تحمل شفق شهادة البكالوريوس في العلوم السياسية من جامعة الشرق الأوسط التقنية في تركيا كما تحمل شهادة الماجستير في «الجندر والدراسات النسوية» والدكتوراه في العلوم السياسية من الجامعة ذاتها. نالت عن أطروحتها لنيل الماجستير في موضوع الإسلام، والنساء، والتصوف، جائزةً من «معهد علماء الاجتماع».

## صوفية
قالت ألف شفق: "لقد اعتاد محي الدين بن عربي أن يقول سأبحث عن دين الحب أينما كان حتى لو كان عند اليهود أو النصارى أو المسلمين، إن الأصوليين يتبعون دين الخوف فتكون سياستهم التخويف ، إن الصوفي المسلم يتبع دين الحب تماما مثل ما قال ابن عربي لا يوجد دين أرقى من دين الحب ، إن روايتي قواعد العشق الأربعون تعرض نظرة ثاقبة على الفلسفة القديمة القائمة على وحدة جميع الأديان والشعوب" 
إن عقيدة ابن عربي قائمة على وحدة الوجود؛ فقال عن الله "فالعالم صورته وهو روح العالم المدبر له فهو الإنسان الأكبر" وقال "فشهادته إنسان وغيبه إله مثل أبي يزيد حين قال "إنني أنا الله لا إله إلا أنا فاعبدوني " وعبرت إليف شفق عن ذلك فقالت: "فالله لا يقبع في السماوات العالية؛ بل يقبع في داخل كل منا، لذلك فهو لا يتخلي عنا فكيف له أن يتخلي عن نفسه، إن جهنم تقبع هنا والآن وكذلك الجنة"، وقال جلال الدين الرومي "فما دام الخالق قد قال: "يد الله فوق أيديهم" فقد أعلن أن أيدينا هي يداه".

## أعمالها الأدبية
نُشر لها 12 كتاب ثمانية منها روايات باللغتين التركية والإنجليزية. صدرت روايتها الأخيرة The Forty Rules of Love أي (قواعد العشق الأربعون) في الولايات المتحدة الأمريكية في شباط 2010 كما صدرت في المملكة المتحدة عن دار النشر بينغوين في حزيران 2010. وقد بيعت من الكتاب 550,000 فأصبح بذلك الكتاب الأكثر مبيعًا في تركيا. تعد شفق من أكثر الروائيات قراءةً في تركيا.
حصلت روايتها الأولى الصوفي على جائزة رومي لأفضل عمل أدبي في تركيا عام 1998. أما روايتها الثانية مرايا المدينة فتتطرق إلى التصوف عند المسلمين واليهود في خلفية بحر متوسطية في القرن السابع عشر. وحصلت روايتها النظرة العميقة على جائزة اتحاد الكتاب التركيين عام 2000. وحققت روايتها التالية قصر القمل أعلى مبيعات في تركيا، وتبعها كتاب المد والجزر وتناقش فيه قضايا حول مكانة المرأة والرجل والجنس والذهن والأدب.
في عام 2006 أصدرت رواية لقيطة اسطنبول باللغة الإنجليزية وحققت أعلى المبيعات في تركيا. وتعرض شفق في هذه الرواية -بين قضايا أخرى- لقضية الأرمن، وقد أدى هذا إلى ملاحقتها قضائيًا في تركيا بحسب الفقرة 301 من القانون التركي إلا أن التهم أسقطت عنها فيما بعد.
أما روايتها القادمة فتتعلق بتجربة عائلة مهاجرة في لندن في ستينيات وسبعينيات القرن العشرين. وأيضا من روايتها «الفتى المتيم والمعلم».
وفي العام 2009 أصدرت رواية قواعد العشق الأربعون وترجمها للعربية في عام 2012 خالد الجبيلي عن دار طوى. إذ نجد لوحات متعددة لشخصيات من زمنين مختلفين الأول من خلال شخصية إيلا وعائلتها الذين يعيشون في ولاية ماساشوستس في الزمن الحاضر، والعام 2008 تحديدًا. والثاني في القرن الثالث عشر الميلادي حيث يلتقي الدرويش المذهل والطواف «شمس التبريزي» بتوأمه الروحي مولانا جلال الدين الرومي. اعتمدت الرواية على تعدد الأصوات السردية بحيث يتناوب أبطال وشخصيات الرواية في سرد الأحداث في 500 صفحة تقع ضمن 5 أجزاء (التراب، الماء، الهواء، النار، العدم). وفي العام 2017 أصدرت رواية بنات حواء الثلاث، تتناول فيها علاقة ثلاث نساء يختلفن في توجهاتهن، وتطرح موضوعات مساواة المرأة، والدين والإيمان والشك، إلى جانب الاضطرابات السياسية.

## أدب قصصي
قالت ألف شفق "إن النساء هن أعظم من يروي القصص، لم أنشأ في أسرة تقليدية ذات نظام أبوي، وذلك جعلني أكثر استقلالية وأتاح لي فرصة القيام بأشياء كثيرة ربما منعت منها مثيلاتي ممن عاشوا تحت سلطة الأب" ألقت الضوء على جريمة الشرف في روايتها شرف وتناولت حرية المرأة وشرف العائلة، قالت إليف شفق لا يوجد حب بدون حرية، وفي رواية النظرة تناولت فكرة أن جسد المرأة ملك لها وأنها تبحث عن استقلاليته بعيدًا عن نظرة المجتمع وكذلك نظرة الله لها، حين حدثت الخطيئة ارادت أن تصل الفتاة إلى السماء لتسأل الله لماذا لم يغمض عينيه حتى لا يراها أثناء حدوث الخطيئة؟، دافعت إليف شفق عن زليخة فهي ترى أن من يهاجم الأديبة كمن يطارد شبح زليخة فقالت"إن الأصولين الذين يتبعون دين الخوف يتهمون زورا زليخة أنها زوجة مدللة أرادت أن تخون زوجها مع النبي يوسف، وأنها أتهمته أنه حاول اغتصابها فألقي به في السجن، ذلك بسبب فهم الاصوليين لظاهر القرآن فقط، لكن الصوفي يفهم باطن القرآن لذلك يري زليخة إنسانة وقعت في الحب لا أكثر من ذلك ولا أقل.
من وجهة نظر شفق أن الهجوم على المرأة إذا كتبت عن الجنس، قد جعل كثير من الأديبات لا تجرأ على الكتابة عن الجنس والاثارة الجنسية إلا بعد أن تتقدم في السن، إلا ان شفق اوضحت بأنها ستكمل من حيث انتهى تراثها وستكتب عن الشهوة الجنسية، وإشتهاء المماثل وستمزج ذلك بروياتها عن الصوفية

## قائمة اعمالها
- الشر في عيون الأناضول، 1994م ISBN 975-785-729-6
- الصوفي، 1997 ISBN 975-342-297-0
- مدينة المرايا، 1999م ISBN 975-342-298-9
- خاص 2000م ISBN 975-342-285-7
- قصر القمل، 2002م ISBN 975-342-354-3
- المطهر، 2004م ISBN 975-342-465-5
- ISBN 975-342-467-1 2004 Beşpeşe
- مد وجزر، 2005م ISBN 975-342-533-3
- لقيطة إسطنبول، 2006م ISBN 975-342-553-8
- حليب أسود، 2007م (ردمك 978-975-991-531-5)
- قواعد العشق الأربعون، 2009م (ردمك 978-605-111-107-0)
- رقاقة، 2010م (ردمك 978-605-111-426-2)
- (ردمك 978-605-111-902-1) 2010 Firarperest
- إسكندر، 2011م ISBN 978-605-09-0251-8
- ISBN 978-605-09-0799-5 2012 Şemspare
- أنا وسيدي، 2013 ISBN 978-605-09-1803-8
- بنات حواء الثلاث[17] 2017 ISBN 978-9953-89-552-9
- «جزيرة الأشجار المفقودة»، 2022.

## وصلات خارجية
- ألف شفق على موقع IMDb (الإنجليزية)
- ألف شفق على موقع مونزينجر (الألمانية)
- صفحة إليف شافاق على موقع أبجد